# Schwartz & Schwartz: Der Tod im Haus
Der Tod im Haus ist ein deutscher Fernsehfilm von Jobst Oetzmann aus dem Jahr 2019. Es handelt sich um den zweiten Filmbeitrag der ZDF-Kriminalfilmreihe Schwartz & Schwartz mit Devid Striesow und Golo Euler in den Hauptrollen.

## Handlung
Privatdetektiv Andi Schwartz wird von Gerd Weisshappel beauftragt den Tod seiner Tochter aufzuklären, von dem die Polizei annimmt, dass es sich lediglich um einen bedauerlichen Unfall handeln würde. Weisshappel ist jedoch davon überzeugt, dass der Immobilienentwickler Hans-Jochen Steuffers seine Tochter ermordet hätte. Andi überzeugt seinen Bruder Mads, der seinen Polizeidienst aufgeben musste, mit ihm zusammen den Fall zu übernehmen. Weisshappel ist selbst Unternehmer und mit seinen drei Kindern nach Berlin gekommen, um hier in ein großes und neues Wohnprojekt zu investieren. In diesem Zusammenhang hatte seine Tochter bei Steuffers ein Praktikum begonnen. Um dem Mann auf die Finger zu sehen, versucht sich Andi in dessen Firma einzuschleichen, was Steuffers aber schnell durchschaut. Mads nimmt unterdessen Kontakt mit seiner ehemaligen Polizeikollegin Iris Doppelbauer auf und kann so die Einblick in die Ermittlungsakten erhalten. So erhält er den Hinweis auf einen Baustellenwächter, der möglicherweise Zeuge des Mordes war, doch kurz nachdem sich Andi mit diesem zu einem ersten Gespräch getroffen hatte, wird dieser tot aufgefunden. Damit ist nun auch Kommissarin Doppelbauer davon überzeugt, dass es sich bei dem Weisshappel-Fall wahrscheinlich um einen Mord handelt und sie arbeitet mit den Detektiven nun eng zusammen. Gemeinsam befragen sie die Arbeitskollegin von Johanna Weisshappel und erfahren so, dass sich nicht Steuffers, sondern Mirko Lehmann, Immobilienbauftragter der Stadtverwaltung, für Johanna interessiert hatte, weil sie ihm imponierte.
Nachdem ganz plötzlich Steuffers nach einem Fenstersturz tot aufgefunden wird, beendet Gerd Weisshappel den Vertrag mit Andi, da seiner Meinung nach der Auftrag nun erledigt ist. Andi ist allerdings von Steuffers Unschuld überzeugt und will um jeden Preis den wahren Mörder überführen. So hat er sich einen Plan ausgedacht, der seinem Bruder wieder einmal nicht gefallen wird. Ohne dessen Wissen überredet er seine Schwägerin als Lockvogel für sie zu arbeiten, um Mirko Lehmann zu einem Geständnis zu bewegen. Unter Mithilfe von Kommissarin Doppelbauer wird Jasmin Schwartz „verkabelt“ und nimmt so präpariert Kontakt zu Lehmann auf. Sie gibt vor Autorin zu sein und einen Krimi zu schreiben, zu dessen Story sie seine Meinung hören möchte. Detailliert schildert sie Johanna Weisshappels Geschichte, sodass sich Lehmann darin wiedererkennen muss. In dem Roman hatte das Opfer (Johanna) herausgefunden, dass ein Vertreter der Stadt (Lehmann) regelmäßig Geschäfte mit einem Immobilienentwickler (Steuffen) machte und dafür sorgte, dass dieser immer wieder den Zuschlag für ausgewählte Grundstücke erhielt. Der erste Mord zog einen zweiten nach sich und auch einen dritten, weil alles aus dem Ruder lief. Nachdem Lehmann beim Hören „seiner Geschichte“ die Nerven verliert und fliehen will, nimmt ihn Kommissarin Doppelbauer fest.

## Hintergrund
Der Tod im Haus wurde vom 26. September bis zum 26. Oktober 2018 in Berlin gedreht und am 23. März 2019 im ZDF als „Samstagskrimi“ erstmals ausgestrahlt.

## Rezeption

### Einschaltquote
Den zweiten Film der Krimireihe sahen am 23. März 2019 insgesamt 5,77 Millionen Zuschauer. Dies ergab einen Marktanteil von 19,4 Prozent.

### Kritik
Rainer Tittelbach von tittelbach.tv urteilte: „Der gute Eindruck, den die von Alexander Adolph und Eva Wehrum entwickelte Krimi-Reihe ‚Schwartz & Schwartz‘ […] bei ihrem Einstand hinterlassen hat, bestätigt auch die zweite, dicht und wendungsreich erzählte Episode, die Jobst Christian Oetzmann flüssig & flott, mit angenehm moderner, aber nicht überstilisierter Anmutung inszeniert hat. ‚Der Tod im Haus‘ zeigt, welchen Reiz privatdetektivisches Ermitteln gegenüber der Polizeiroutine haben kann, und […] Diesmal liefert besonders Striesow köstliche Kabinettstückchen und findet in Hinrichs seinen Meister.“
Bei Quotenmeter.de wertete Martin Seng: „Zwei überzeugende Hauptdarstellern, ein interessanter und ausgeklügelter Fall, versehen mit einer gut bemessenen und angenehmen Prise Humor. ‚Schwartz & Schwartz – Der Tod im Haus‘ ist ein starker Krimi, der eine optimale Abendunterhaltung ist. Hoffentlich entscheidet sich das ZDF in Zukunft dazu, die Reihe auf demselben Niveau fortzuführen.“
Markus Schünemann von der NRZ meinte nur: „Humorvoller Bruder-Buddy-Krimi, ganz ohne Action und doch mit viel Schwung.“